# Шевченко, Сергей Владимирович
Серге́й Влади́мирович Шевче́нко (укр. Сергій Володимирович Шевченко, род. 4 августа 1960, г. Краматорск Сталинской (ныне Донецкой) области) — украинский писатель, публицист, редактор. Заслуженный журналист Украины.
Член Национального союза журналистов Украины (1994), Национального союза писателей Украины (2011), Национального союза краеведов Украины (2015).

## Биография
Родился в Краматорске, там же окончил среднюю школу № 17 (1977).
Получил высшее образование на факультете журналистики Киевского государственного университета имени Тараса Шевченко (1982).
Работал в прессе на Киевщине. Служил в органах государственной безопасности (1985—2010). В период службы возглавлял пресс-центр Управления СБУ в г. Киеве и Киевской области (1992—1999), был ответственным редактором научно-практических изданий СБУ, руководил научной лабораторией Института исследования проблем государственной безопасности. Полковник запаса, ветеран военной службы.
С ноября 2010 года по август 2012-го — на государственной службе: начальник отдела, заместитель начальника управления — начальник отдела Государственной службы Украины по контролю над наркотиками (направления деятельности — международные связи, консультации с общественностью, взаимодействие со СМИ). Государственный служащий 8-го ранга (2011).

## Творчество
Как член редколлегии 3-томного научно-документального издания «Последний адрес. К 60-летию соловецкой трагедии» (1997—1999) возглавлял документоведческие поисковые экспедиции, работавшие в архивах Российской Федерации — в Архангельске, на Соловках, в Республике Карелии. Обнаруженные там уникальные материалы легли в основу научных и публицистических изданий, радио- и телерепортажей (Первый национальный, ТИА «Окна», СТБ), очерков и статей в периодике («Молодь України», «Робітнича газета», «Факты и комментарии», «День», «Дзеркало тижня», «Столиця», в журналах «Україна», «Комітет», «Світогляд» и др.), в альманахах «Історичний календар», «Київський журналіст». Как публицисту ему присущи государственническая позиция, объективность и точность в изложении фактов, стилистическая выдержанность. В разные годы герои его публикаций были признаны лауреатами журналистских акций «За спасение» и «Герой нашего времени».
Автор сборников публицистики и произведений, помещенных в научно-документальных, художественно-публицистических и других изданиях преимущественно исторической тематики:
- Украинские Соловки (укр. Українські Соловки, К.: ЕксОб, 2001) — сборник очерков, статей (соавтор — историк Дмитрий Веденеев). За газетные статьи, вошедшие в эту книгу, Шевченко С. В. признан победителем в конкурсе профессионального мастерства Национального союза журналистов Украины в номинации «Журналистская акция» (2004).
- Архипелаг особого назначения (укр. Архіпелаг особливого призначення, К.: Фенікс, 2006) — автор этого сборника публицистики отмечен Литературной премией имени Ивана Франко (2007).
- Статья «Жатва скорби на Киевщине (заметки по архивным материалам ГПУ-НКВД)» в многотомном издании Национальная книга памяти жертв Голодомора 1932—1933 годов в Украине: Киевская область. / Украинский институт национальной памяти, Киевская областная государственная администрация. Составитель Гай А. И. — К.: Буква, 2008).
- Развеянные мифы. Исторические очерки и статьи (укр. Розвіяні міфи. Історичні нариси і статті. К.: Фенікс, 2010). Эта книга, написанная в соавторстве с Дмитрием Веденеевым, уникальна: она впервые издана при финансовой поддержке только однофамильцев — участников благотворительной культурной акции «Толока Шевченко» (инициатор акции Шевченко С. В., информационную поддержку «Толоке …», проведенной в развитие отечественных традиций меценатства, оказали Всеукраинский благотворительный фонд «Журналистская инициатива» и Клуб знаменитых Шевченко). Соавторы сборника отмечены Международной премией имени Владимира Винниченко (2011), учрежденной Украинским фондом культуры.
- Золотое перо. Людмила Мех (укр. Золоте перо. Людмила Мех. К.: ВПК «Експрес-Поліграф», 2012) — автор-составитель сборника статей, воспоминаний, фотографий о жизни и творчестве Людмилы Мех, украинской журналистки и общественной деятельницы, основательницы и президента Всеукраинского благотворительного фонда «Журналистская инициатива», президента Всеукраинского автомобильного клуба журналистов.
- Соловецкий реквием (укр. Соловецький реквієм (К.: ВПК «Експрес-Поліграф», 2013) — сборник публицистики об украинском «расстрелянном возрождении». Автор отмечен Художественной премией «Киев» имени Анатолия Москаленко (2014) за творчество 2011—2013 годов в области журналистики.
- Майдан достоинства (укр. Майдан гідності, К.: ВПК «Експрес-Поліграф», 2014) — автор-составитель фотоальбома (спецвыпуска альманаха «Київський журналіст») о Евромайдане в Киеве и роботе прессы в этой горячей точке.
- Наган-страна (укр. Наган-країна, К.: Український пріоритет, 2019) — сборник публицистики, за который автору присуждена Киевская областная литературная премия имени Григория Косынки 2019 года[1].

Член авторских коллективов юбилейных изданий «На страже независимости государства. 10 лет Службе безопасности Украины» (2002), «Служба безопасности Украины: становление, опыт, приоритеты деятельности» (2007), «Белая книга 2008. Служба безопасности Украины» (2009, переведена на английский язык). Составитель, редактор, автор заключительного слова книги Василия Горбатюка «Позиция. Публикации, документы, воспоминания» (2005). Член редколлегий книг «Органы государственной безопасности Киевщины (1917—2006) в фотографиях и документах» (2006), «Органы государственной безопасности Киевщины (1917—2008) в фотографиях и документах» (2008). Один из авторов и составителей художественно-публицистического сборника «Слово — оружие?» (укр. Слово — зброя?, 2009), изданного по случаю 50-летия Национального союза журналистов Украины. Автор предисловия к роману Александра Волощука «Сорок четыре дня» (2012), редактор, автор заключительного слова к роману Анатолия Сахно «Вершина» (2012). Отдельные произведения автора помещены в книгах «Убиенным сыновьям Украины. Сандармох» (2006, Республика Карелия, составитель Лариса Скрипникова), «Журналисты из Киевского университета. Воспоминания. Фотографии. Имена» (2008), 2-томнике исторической публицистики «Экстракт 150» (2009, серия "Библиотека газеты «День»), 2-томнике «Слеза жгучей памяти» (2009), «Судьба, созданная талантом. Воспоминания о Владимире Боденчуке» (2011), «Выстраданное и пережитое. Мемуары Олега Бабышкина и воспоминания о нём» (2013) и др. Автор статей в энциклопедических изданиях: Энциклопедия современной Украины (2008, том 8), Энциклопедия для издателя и журналиста (2010). Автор иллюстраций, редактор научно-документального сборника «Украинское общество и наркотики: развитие нового стратегического подхода. Международная конференция высокого уровня, Киев, 21—23.05.2012» (2012). Сценарист и режиссёр документальных фильмов серии «Служба безопасности регионы — Центр» (1998—1999). Консультант документального фильма «Сандармох» (режиссёр Александр Рябокрис, Первый национальный, 2007).

## Общественная деятельность
Секретарь Национального союза журналистов Украины (2017). Член правлений Киевской организации Национального союза журналистов Украины и Киевской областной организации Национального союза писателей Украины. Был первым заместителем председателя наблюдательного совета Всеукраинского благотворительного фонда «Журналистская инициатива», с 2021 года — вице-президент этого фонда. Координатор Всеукраинского автомобильного клуба журналистов.
Заместитель председателя жюри Художественной премии «Киев» имени Анатолия Москаленко (с 2018), член комитета по присуджению премии имени Богдана Хмельницкого за лучшее освещение военной тематики в произведениях литературы и искусства (с 2018). Член Клуба знаменитых Шевченко, Украинской ассоциации ветеранов — сотрудников спецподразделений по борьбе с коррупцией и организованной преступностью («К») Службы безопасности Украины, научно-редакционного совета общественно-правового журнала «Комітет», редакционного совета газеты «Експрес-об’ява». Член оргкомитетов и участник спортивных и благотворительных акций прессы: Традиционного детско-юношеского футбольного турнира на приз газеты «Експрес-об’ява» (2001—2009, г. Жмеринка Винницкой области), международного футбольного матча дружбы «Журналист Украины» — «Der Spiegel» (2006, г. Киев), международной благотворительной фотовыставки «В объективе — автопробег» (2007, г. Киев), всеукраинских семинаров для журналистов «Культура языка — культура нации» (2008, г. Черкассы 2011—2012, 2014—2015 г. Киев; 2013, г. Переяслав-Хмельницкий — Киев), Первого всеукраинского турнира по футболу среди команд средств массовой информации (2013, г. Киев). Член жюри X—XII Международного открытого творческого конкурса журналистов «Серебряное перо» (2011—2013, г. Судак, Автономная Республика Крым). Делегат XII отчетно-выборной конференции Киевской организации Национального союза журналистов Украины (17.02.2012), XII съезда Национального союза журналистов Украины (24—25.04.2012), VII отчетно-выборной конференции Украинского фонда культуры (20.12.2012), VII внеочередного съезда писателей Украины (29.11.2014).
В составе делегаций общественности участвовал в международных днях памяти жертв политических репрессий, неоднократно посещал с этой целью урочище Сандармох в Медвежьегорском районе Республики Карелия и Соловецкие острова (РФ). Участник международных семинаров, круглых столов, научно-практических конференций на темы истории (г. Санкт-Петербург, РФ; г. Киев, Украина), областных литературно-художественных праздников «Радуги над Киевщиной», Всеукраинского историко-культурологического форума «Сикорские чтения» (2012—2013, г. Переяслав-Хмельницкий, Киевская область).

## Награды, отличия
- Почетное звание «Заслуженный журналист Украины» (2007)
- Премия имени Вячеслава Чорновола за лучшую публицистическую работу в области журналистики (2014)
- Международная премия имени Владимира Винниченко (2011)
- Премия имени Ивана Франко в области информационной деятельности (2007, 2018)
- Художественная премия «Киев» имени Анатолия Москаленко (2014)
- Киевская областная литературная премия имени Григория Косынки (2019)
- Премия Национального союза журналистов Украины (2004)
- Премия Службы безопасности Украины (1996)
- Лауреат IX Открытого творческого конкурса журналистов «Серебряное перо-2006» в номинации «Лучшая газетная публикация»
- Неоднократный победитель в творческих конкурсах на лучшее освещение международных журналистских автопробегов «Дорога в Крым: проблемы и перспективы» (2004—2008) и Всеукраинского автопробега «Восток — Запад: вместе навсегда» (2005).

Медали (ведомственные награды) государственных структур:
- «70 лет Вооруженных Сил СССР» (1988)
- «10 лет Службе безопасности Украины» (2002)
- «15 лет Службе безопасности Украины» (2007)
- «Крест доблести» II ст. (2010)
- «За отличие в службе» (III, II, I ст.)

Медаль Национального союза журналистов Украины:
- Золотая медаль украинской журналистики (2009)

Медали и орден Федерации футбола г. Киева:
- «95 лет киевскому футболу» (2006)
- «За заслуги» I ст. (2009)
- «Ветеран киевского футбола» (2010)
- орден «За заслуги» (2013)

Медаль Украинской ассоциации ветеранов — сотрудников спецподразделений по борьбе с коррупцией и организованной преступностью («К») Службы безопасности Украины:
- «XX лет спецподразделения „К“ СБ Украины» (2012)

## Увлечения
Исторические исследования, фотография, спорт, путешествия. Занимался спортивной гимнастикой в ДЮСШ (1972—1976, г. Краматорск Донецкой области), II спортивный разряд. Вице-чемпион открытого городского турнира по банджи-джампингу «Киев-джамп» (2001). Победитель в международном турнире по футболу среди команд ветеранов на приз газеты «Експрес-об’ява» (2009, г. Жмеринка Винницкой области), участник матчей по экстремальному футболу на Говерле, вратарь команды «Журналист Украины» (с 2001). Участник международных автопробегов и авторалли журналистов (2004—2008), поездок журналистов по странам Европы (2013—2014) и др.